# Drużynowy Puchar Polski na żużlu
Drużynowy Puchar Polski na żużlu – rozgrywki żużlowe, organizowane przez Polski Związek Motorowy w latach 1978–1980 i 1992–1999. W pierwszym z tych okresów zawody rozgrywano systemem eliminacji grupowych i rundy finałowej z udziałem czterech zespołów (złożonej z czwórmeczów na torze każdego finalisty), w 1992 i 1993 r. zwycięzcę wyłoniono systemem pucharowym, a w ostatnim okresie ponownie obowiązywał pierwotny system, z tym że turniej finałowy rozgrywany był tylko jeden, na torze któregoś z finalistów.

## Medaliści
| 4 rundy                           |
| --------------------------------- |
| Zielona Góra Leszno Gdańsk Lublin |

| 4 rundy                               |
| ------------------------------------- |
| Opole Leszno Gorzów Wielkopolski Łódź |

| 4 rundy                                  |
| ---------------------------------------- |
| Leszno Rzeszów Opole Gorzów Wielkopolski |

| 2 rundy                          |
| -------------------------------- |
| Zielona Góra Gorzów Wielkopolski |

| 2 rundy       |
| ------------- |
| Wrocław Toruń |

## Klasyfikacja medalowa
Stan po sezonie 1999
| Lp. | Klub                     | Złoto | Srebro | Brąz | Razem |
| --- | ------------------------ | ----- | ------ | ---- | ----- |
| 1.  | Apator Toruń             | 4     | 1      | –    | 5     |
| 2.  | Unia Leszno              | 3     | 2      | –    | 5     |
| 3.  | WTS Wrocław              | 1     | 1      | 4    | 6     |
| 4.  | GKS Wybrzeże Gdańsk      | 1     | 1      | –    | 2     |
| 5.  | Morawski Zielona Góra    | 1     | –      | –    | 1     |
| 5.  | Włókniarz Częstochowa    | 1     | –      | –    | 1     |
| 7.  | Stal Gorzów Wielkopolski | –     | 3      | 2    | 5     |
| 8.  | KS Kolejarz Opole        | –     | 1      | 1    | 2     |
| 8.  | RKS Motor Lublin         | –     | 1      | 1    | 2     |
| 8.  | Unia Tarnów              | –     | 1      | 1    | 2     |